# Królestwo Grecji (1944–1973)
Królestwo Grecji (gr. Βασίλειον τῆς Ἑλλάδος) – historyczne państwo w dziejach Grecji, istniało w latach 1944-1973.
Na skutek niemieckiej inwazji na Grecję dotychczasowa wojna grecko-włoska zaczęła przybierać dla Greków zły obrót. Po bitwie o Kretę, 1 czerwca 1941 roku, upadł ostatni punkt oporu Greków, rząd wyjechał do Egiptu. W kraju powstał rząd kolaboracyjny, rząd desygnowany przez króla powrócił do kraju po wyzwoleniu, a król Jerzy II w 1946 roku i przy trwającej wojnie domowej rządził do swej śmierci. W latach 1947–1964 rządził jego brat, Paweł I. Syn Pawła, Konstantyn II został w 1967 roku obalony przez wojskowy zamach stanu. W referendum w 1973 roku monarchia została zniesiona, a po upadku junty przeprowadzono kolejne referendum w 1974 roku, które ostatecznie obaliło monarchię.